# BelOMO
AAT Belaruskae Optyka-Mechaničnae Ab'jadnanne (in bielorusso ААТ Беларускае оптыка-механічнае аб'яднанне?; in russo Белорусское оптико-механическое объединение?, Belorusskoe optiko-mechaničeskoe ob'edineine), nota semplicemente come BelOMO, è un'azienda statale bielorussa attiva come holding di un gruppo che produce prevalentemente strumenti ottici, tra cui fotocamere e mirini, ma anche di elettrodomestici e altri dispositivi elettronici.

## Storia
L'azienda è stata fondata nel 1957 con l'apertura di uno stabilimento produttivo a Minsk, intitolato a Sergej Ivanovič Vavilov.
Nel 1995 l'azienda ha formato una joint venture con la tedesca Zeiss, denominata Zeiss-BelOMO, di cui ha detenuto inizialmente il 40%. La joint venture è stata liquidata dopo il 2024 in seguito alle sanzioni internazionali imposte dopo l'invasione russa dell'Ucraina.